# Phare de Måseskärs
Le phare de Måseskärs (en suédois : Måseskärs fyr) est un  phare situé sur l'île de Måseskär dans le Skagerrak appartenant à la commune d'Orust, dans le Comté de Västra Götaland (Suède).

## Histoire
Måseskär (en) est une île rocheuse en mer de Skagerrak  sur la côte ouest de la Suède. Depuis l'année 1829, un amer servait de balise sur l'île, mais cela s'est avéré très insuffisant car de nombreux navires ont été perdus dans la région. Il a été démoli lors de la construction du phare.
Le premier phare a été construit d'après les croquis du pionnier suédois des phares Gustaf von Heidenstam (en). À l'origine, il fonctionnait avec des lampes à huile de colza et présentait une lumière rouge. En 1884, une lampe au kérosène fut installée à la place et, en 1887, la grande lentille fut remplacée par une lentille de Fresnel de troisième ordre à lumière blanche. La vieille lentille a été divisée et placée dans deux autres phares. Il a été  électrifié en 1950, mais la station en a été dotée jusqu'en 1997. Il était alors l'un des derniers phares pourvus de personnel en Suède avec le phare de Söderarm et celui d'Holmöarna. En 1978, l'ancien phare a été désactivé et prévu pour être mis au rebut en raison de sa mauvaise condition due à la rouille. Mais un groupe de secours a convaincu l'Administration maritime suédoise de leur faire don pour le restaurer au titre de la préservation historique. Ils ont créé la fondation Måseskär et travaillent à la préservation de tous les bâtiments des stations de phare de l'île. Le vieux phare est désormais intact et entièrement fonctionnel. Depuis l'an 2000, la fondation a pour tradition d'allumer la lumière à 00h00 le 1er janvier pour quelques minutes.
Le phare moderne, mis en service en 1978, est toujours sous le contrôle de l'administration maritime suédoise. L'île est incluse comme station météorologique de l'Institut suédois de météorologie et d'hydrologie.

## Description
Le phare est une tour cylindrique en béton de 13 mètres de haut, avec une galerie et une lanterne. Le phare est totalement peint en blanc. Il porte un marquage de jour fait de lattes verticales rouges. Il émet, à une hauteur focale de 27 mètres, trois éclats (blanc, rouge et vert) selon différents secteurs toutes les 30 secondes. Sa portée nominale est de 16 milles nautiques (environ 30 km) pour le feu blanc, 13 pour le feu rouge, et 12 pour le feu vert.
Identifiant : ARLHS : SWE-276 ; SV-8206 - Amirauté : C0456 - NGA : 0588 .
|                |
| L'ancien phare |

|            |
| Les phares |

### Lien connexe
- Liste des phares de Suède